# Тяговый генератор
Тяговый генератор — элемент электрической тяговой передачи тепловоза, преобразующий механическую энергию дизеля тепловоза в электрическую энергию, поступающую к тяговым электродвигателям. Тяговый генератор постоянного тока также используется для пуска дизеля от аккумуляторной батареи.

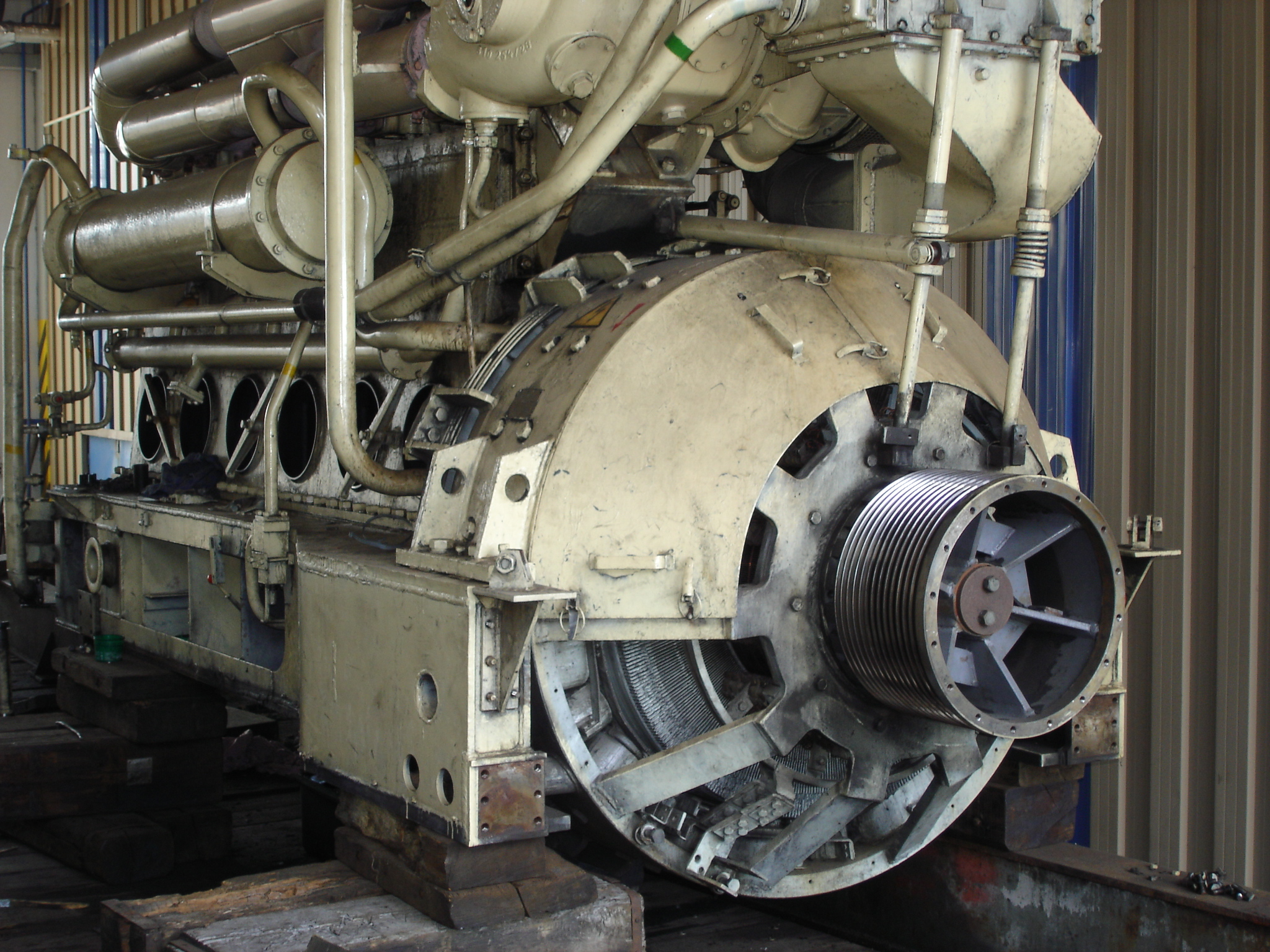
Дизель-генератор (дизельный двигатель и тяговый генератор) тепловоза ЧМЭ3

## Внешняя характеристика генератора
Внешней характеристикой генератора называется зависимость напряжения на его зажимах от тока нагрузки при неизменной частоте вращения якоря и заданных условиях возбуждения. Для полного использования мощности дизеля идеальная внешняя характеристика генератора должна иметь гиперболическую форму, ограниченную с одной стороны максимальным напряжением на выходе генератора и максимальным током генератора — с другой. Для получения характеристики близкой к идеальной, в тяговых генераторах используется независимое возбуждение с автоматической системой регулирования тока возбуждения. На вход системы возбуждения подаются сигналы, соответствующие напряжению тягового генератора и току нагрузки, напряжение, вырабатываемое системой, подаётся на обмотку возбуждения генератора. При движении тепловоза с поездом по лёгкому профилю пути или резервом для экономии топлива мощность дизеля уменьшается путём ступенчатого снижения частоты его вращения рукояткой контроллера машиниста. Для того чтобы система возбуждения при частичных нагрузках обеспечивала постоянство мощности генератора на уровнях, соответствующих экономичным режимам работы дизеля, на вход системы возбуждения дополнительно вводят сигнал, соответствующий частоте вращения коленчатого вала.

## Генератор постоянного тока
Тяговый генератор постоянного тока состоит из магнитной системы, якоря, щёткодержателя со щётками и вспомогательных устройств (см. Двухмашинный агрегат). Магнитная система генератора предназначена для создания внутри него мощного магнитного поля. Она состоит из станины генератора (его корпуса), главных и добавочных полюсов. Станина изготовлена из низкоуглеродистой стали, обладающей высокой магнитной проницаемостью. Генераторы большой мощности для уменьшения размера и массы выполняются многополюсными. Сердечники главных полюсов изготавливаются из листов электротехнической стали. На каждом главном полюсе размещены катушки пусковой обмотки и обмотки возбуждения. Пусковая обмотка обеспечивает возбуждение генератора при его работе в режиме электродвигателя для запуска дизеля. Магнитное поле вращающегося якоря искажает магнитное поле обмоток возбуждения, величина этого воздействия, называемого реакцией якоря, зависит от величины тока в якоре. В результате физическая нейтраль генератора смещается относительно щёток и между щётками и коллектором возникает сильное искрение. Для ослабления реакции якоря между главными полюсами устанавливаются добавочные. Магнитное поле добавочных полюсов направлено навстречу поля якоря и нейтрализует его действие.
Якорь генератора для снижения его массы выполняется полым. Сердечник якоря набирается из пластин электротехнической стали, в пазы сердечника укладывается обмотка якоря. Поскольку при работе генератора на якорь действуют значительные центробежные силы, в пазах сердечника обмотка укрепляется клиньями из изоляционного материала, участки обмотки, выходящие из пазов сердечника, стягиваются бандажами из стальной проволоки или стеклоткани.
Коллектор генератора состоит из нескольких сотен медных пластин, изолированных друг от друга миканитовыми прокладками. Поверхность коллектора, по которой скользят щетки, изготавливается строго цилиндрическая и тщательно шлифуется, рабочая поверхность щёток притирается к поверхности коллектора. Щётки вставляются в латунные щёткодержатели, которые прижимают их к коллектору пружинами. Электрический ток от щёток отводится по гибким медным шунтам. Для охлаждения тяговых генераторов используется самовентиляция или устанавливаются дополнительные вентиляторы.
При создании тяговых генераторов постоянного тока большой мощности возникает ряд принципиальных трудностей. С увеличением мощности генератора возрастают его размеры, в то же время для надёжной работы коллекторно-щёточного узла линейная скорость поверхности коллектора не должна превышать 60—70 м/с, что ограничивает его диаметр. Для предотвращения недопустимого искрения и возникновения кругового огня напряжение между соседними пластинами коллектора не должно превышать 30—35 В, что ограничивает длину витков обмотки якоря.

## Генератор переменного тока
Это синхронный генератор. Статор тягового генератора переменного тока состоит из стальной станины, в которую установлен сердечник из листов электротехнической стали. В пазы сердечника уложена обмотка из медного изолированного провода. Для уменьшения пульсации выпрямленного напряжения обмотка статора выполняется многофазной. Магнитная система ротора генератора — многополюсная, сердечники полюсов набраны из листовой стали и закреплены на стальном корпусе ротора. Катушки полюсов соединяются последовательно, начало и конец обмотки возбуждения присоединены к контактным кольцам, по которым скользят графитовые щётки, закреплённые в латунных щёткодержателях. Кроме того, в пазах полюсных башмаков уложены стержни, соединённые между собой в демпферную обмотку, улучшающую работу генератора в переходных режимах.
Масса тягового генератора переменного тока примерно на 30 % меньше массы генератора постоянного тока такой же мощности, а межремонтный интервал увеличен в 1,5 — 2 раза. Недостатком тягового генератора переменного тока является невозможность работы в двигательном режиме для пуска дизеля. Однако масса генератора переменного тока и стартерного двигателя остаётся меньше массы генератора постоянного тока, а стартерный двигатель при работе дизеля используется в качестве вспомогательного генератора постоянного тока.